# Chris Baird
Christopher Patrick Baird, né le 25 février 1982 à Ballymoney, est un footballeur international nord-irlandais qui évolue au poste de défenseur. 

## Biographie
Le 24 mai 2015, il est libéré par West Bromwich Albion.

## Palmarès
- Fulham
  - Finaliste de la Ligue Europa en 2010.